# 丹羽多聞アンドリウ
丹羽 多聞アンドリウ（にわ たもんアンドリウ、1964年4月6日 - ）は、日本のドラマプロデューサー。本名も同じ。BS-TBSメディア事業局長・統括プロデューサー。東京都出身。祖父は作家の丹羽文雄。

## 略歴
- 成蹊小学校、成蹊中学校・高等学校、成蹊大学法学部法律学科卒業[3]。
- 1987年、TBS[4]に入社[5]し、『痛快なりゆき番組 風雲!たけし城』でADを務めるなどしてキャリアを積む。
- 1995年、月曜ドラマスペシャル『終戦50年特別企画 こちら捕虜放送局』にてドラマ初プロデュース。
- 1997年、日曜劇場『理想の上司』にて連ドラ初プロデュース。
- 2002年よりBS-i（現BS-TBS）ドラマプロデューサー。
- 2008年よりBS-TBS統括プロデューサー
- 2009年よりBS-TBS事業部長
- 現在は、BS-TBSメディア事業局長・統括プロデューサー
- 2023年年12月末日を持ってTBSを退社

## 人物
丹羽多聞アンドリウという名前は本名であり、名字が丹羽、名前が多聞アンドリウである。「多聞」は仏教用語であり、寺で育った祖父・文雄が名付けた。「アンドリウ」はクリスチャンであるドイツ系アメリカ人の母親がイエス・キリストの弟子アンデレ（英語でAndrew）の名をとって名付けた。TBS社員の中で一番長い名前である。また、『ケータイ刑事 THE MOVIE』のメイキングでは、佐藤二朗から「日本一名前が派手なプロデューサー」と呼ばれている。ちなみに、ローマ字表記では「NIWA Tamon Andrew」。
特技は早口。スタッフが聞き取れずに困っている隙に、話をまとめてしまうという。欠点はせっかちなこと。口癖は「テレビは冒険だ!」「BS史上初の試み」。モットーは「大きな企画、小さな予算。」趣味はゴルフと舞台をみること。舞台は多い時で年50回ほどみる。
元々は映画監督を目指していて学生時代には自主映画も作っていた。しかし、当時フジテレビに勤務していた父親の「映画は斜陽だからやめとけテレビにしろ」の一言でTBSに入社した。本人曰く作品が作れればよかったので映画でもテレビでもどっちでもよかったとのこと。
雨男で撮影現場に行くとよく雨を降らせる。そのため現場から「来ないで」や「早く帰ってくれ」と言われたこともある。しかしプライベートでゴルフをした時は逆に晴れになる事が多い。
制作部門に就く前には報道部門の経験もあり、記者として現場中継などニュース番組に出演していた時期がある。2015年7月3日放送の『ひるおび!』では、西之島の火山活動の話題を伝えた際、1991年に西之島の現況をリポートした時の映像が流れた。

## 作風と特徴
- 基本的にドラマ制作は原作物よりオリジナルドラマを好むが、ホラーだけは苦手なためホラードラマを制作する時は怪談新耳袋のように原作物をドラマ化している。
- 本人いわく、ドラマや映画のキャスティングには3つの条件がある。1つ目は「演技力があるか（これはその時点で上手いかではなく、台本読みを3回やってもらい、その3回でどれだけ伸びるかで判断する）」、2つ目は「役に合っているか」、そして3つ目は「華、オーラがあるか」で、特に3つ目の「華、オーラ」があるかないかを最も重視していると話している[8]。
- プロデューサーという裏方の人間ながら露出する機会が多い。自らがプロデュースしたドラマ『ケータイ刑事』に時折本人役で出演している。映画『ケータイ刑事 THE MOVIE バベルの塔の秘密〜銭形姉妹への挑戦状』にも特別出演している。出演する理由は本人曰く自分が出演するとその作品がヒットするというジンクスがあるからとのこと。出演とは別にドラマのなかで自分の名前が使われることが多く、特に、ケータイ刑事シリーズでは必ずと言っていいほどドラマの中で自分の名前をもじったものが登場する（例：「多聞茶」「ひょっこりひょうたもん島」「キング・アンドリウ号」など）。舞台挨拶や制作記者会見、ドラマ関連のイベント等ではMC役をよくつとめる。また、人前に出る時はカーディガンを羽織ったステレオタイプなテレビマン風の姿であることが多い。

## ドラマ、映画以外の活動
- 過去にアニメ『探偵学園Q』『ゴーゴー五つ子ら・ん・ど』にプロデューサーとして参加したことがある。その後永らくアニメからは離れていたが、BS-TBS編成本部部長に異動してからは『あっちこっち』『さんかれあ』『恋と選挙とチョコレート』『この中に1人、妹がいる!』『武装神姫』『ささみさん@がんばらない』と立て続けにTBSテレビの深夜アニメ枠作品に企画として名を連ねるなど、再びアニメに関わるようになっている。
- 楽曲の作詞をする事もあり、ケータイ刑事シリーズで使われた「泪の海」、「ヒコーキ雲」、「あした吹く風（銭形雷の主題歌）」、「ケータイ刑事（MOVIE2の主題歌）」等の作詞を担当している。
- 2007年7月21 - 29日まで赤坂レッドシアターで行われた『ケータイ刑事 銭形海』の舞台版で、舞台演出に初挑戦した。2008年2月23 - 24日に東京グローブ座で行われた『ケータイ刑事 銭形海 シリーズ最後の舞台!!遂に公開!後悔しないよ!死の航海?!〜超豪華キングアンドリウII世号殺人事件』でも舞台演出をした。 2008年4月より『TV LIFE』web上で「TVは冒険だ！」というブログを執筆している（毎週水曜日更新）。
- ハロー!プロジェクトに所属している（していた）メンバーを筆頭とする演劇女子部の舞台作品のプロデュースのほとんどはアンドリウが手掛けている。
- 四日市市地域活性化アドバイザー、近畿大学客員教授なども務める。

## 代表作

### ドラマ

#### TBS
- オトコの居場所（1994年）
- 揺れる想い（1995年、以上演出）
- 硝子のかけらたち（1996年、AP）
- 理想の上司（1997年）
- 先生知らないの?（1998年）
- PU-PU-PU-（1998年）
- チープ・ラブ（1999年）
- 恋の神様（2000年、以上プロデュース）

#### BS-i → BS-TBS
これまでも多数の若手女優を積極的に起用してきており、その中には現在ブレイク中の若手女優も多い。 
- ケータイ刑事 銭形シリーズ（2002-2011年、映画版2006-2011年） - 宮崎あおい、堀北真希、黒川芽以、夏帆、小出早織、大政絢、岡本あずさ、岡本杏理
- 恋とおしゃれと男のコ（2002年） - 星野真里
- 怪談新耳袋シリーズ（2003年-、映画版2004年-） - 榮倉奈々、桐谷美玲、小池里奈、松元環季 など
- 恋する日曜日シリーズ（2003-2007年、映画版2005-2008年） - 堀北真希、黒川芽以、夏帆、小出早織、大政絢、水橋貴己、黒木メイサ、南沢奈央、秋山奈々、北乃きい、水沢エレナ、山下リオ、瓜生美咲、福永マリカ、岡本杏理、志保、岩田さゆり、麗菜、松元環季 など
- さそり（2004年） - 水橋貴己
- スパイ道シリーズ（2005-2006年） -
- 先生道シリーズ（2006-2007年） - 南沢奈央、夏未エレナ、沢木ルカ、福永マリカ
- 東京少女シリーズ（2008-2009年、映画版2008年） - 夏帆、小出早織、大政絢、多部未華子、桐谷美玲、草刈麻有、桜庭ななみ、岡本杏理、瓜生美咲、岡本あずさ、福永マリカ、日向千歩、真野恵里菜
- Pocky 4 Sisters!シリーズ[9]（2008年） - 大政絢、真野恵里菜、岡本杏理、金井美樹、忽那汐里
- 女子大生会計士の事件簿（2008年） - 小出早織
- 恋とオシャレと男のコ（2009年） - 岡本杏理、岡本あずさ、有末麻祐子
- 恋する星座（2009年、webドラマ） - 真野恵里菜
- bump.y[10]（2009年、webドラマ） - bump.y（桜庭ななみ、松山メアリ、高月彩良、菊里ひかり、宮武祭、宮武美桜）
- マノスパイ（2010年、webドラマ）- 真野恵里菜
- ニコニコ少女（2010年） - 岡崎歩美
- 恋チョコ（2011年）
- 戦国BASARA　-MOONLIGHT PARTY-（2012年）
- 神様のイタズラ（2013年）

### アニメ

#### TBS
- 『ゴーゴー五つ子ら・ん・ど』（2001-2002年、プロデューサー）
- 『探偵学園Q』（2003-2004年、プロデューサー）

#### BS-TBS
- 『あっちこっち』（2012年、企画）
- 『さんかれあ』（2012年、企画）
- 『恋と選挙とチョコレート』（2012年、企画）
- 『この中に1人、妹がいる!』（2012年、企画）
- 『武装神姫』（2012年、企画）
- 『ささみさん@がんばらない』（2013年、企画）

### 映画
- 卒業プルーフ（1987年、企画）
- 0093 女王陛下の草刈正雄（2007年、製作総指揮）
- 王様ゲーム（2011年、プロデューサー）
- 篤姫ナンバー1（2012年、プロデューサー）
- 「また、必ず会おう」と誰もが言った。（2013年、プロデューサー）
- 無花果の森（2014年、プロデューサー）
- 東京PRウーマン（2015年、プロデューサー）
- インターン!（2016年、プロデューサー）
- コスメティックウォーズ（2017年、プロデューサー）
- しあわせのマスカット（2021年、プロデューサー）

### バラエティ番組
※全てBS-TBS
- 『コラボTV』（エグゼクティブプロデューサー）
- 『音ボケPOPS』（2012-2015年、エグゼクティブプロデューサー）※森川信男（マンモスプロ）と共同
- 『℃-uteのチャレンジTV』（2014年、プロデューサー）